# National Airlines (2007)
National Airlines ist eine US-amerikanische Fluggesellschaft und ein Tochterunternehmen der National Air Cargo mit Sitz in Orlando. Die Gesellschaft ging im Oktober 2007 aus der Umfirmierung der Murray Air hervor, deren Ursprung in der 1985 gegründeten Murray Aviation lag.

## Geschichte

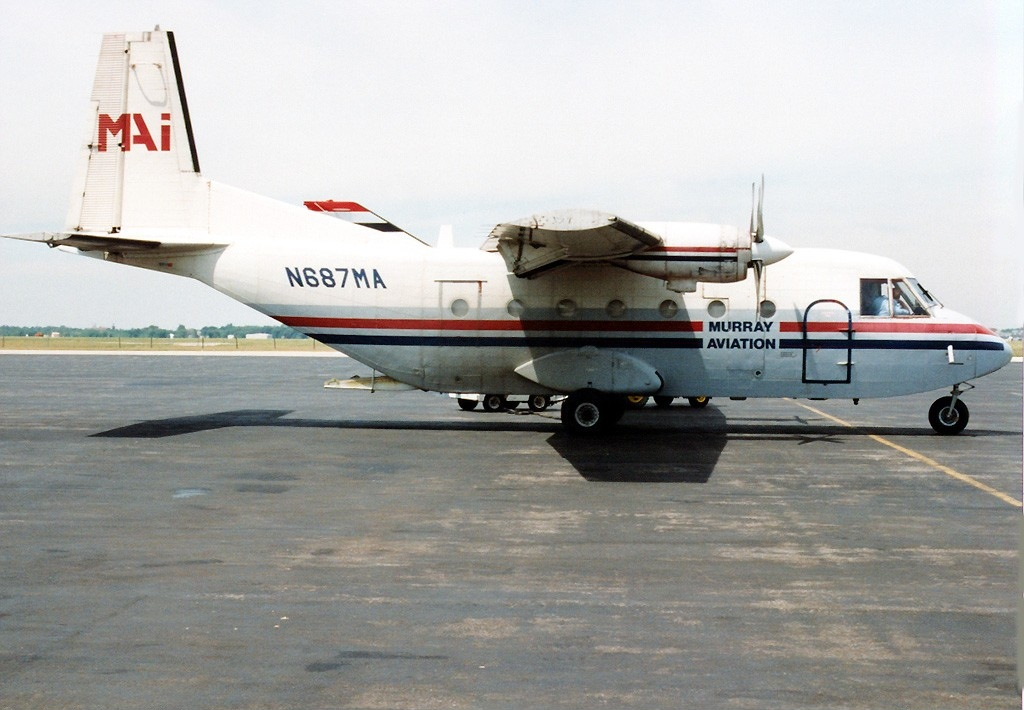
Eine CASA C-212 der Murray Aviation im Jahr 1994.

Murray Aviation wurde im Oktober 1985 von den Brüdern Preston und Mark Murray in Ypsilanti (Michigan) gegründet und nahm den Flugbetrieb im Dezember 1986 vom Willow Run Airport  mit einer FAA-Zulassung gemäß FAR-135 als Lufttaxiunternehmen auf. Das Unternehmen setzte zunächst Maschinen des Typs Mitsubishi MU-2, anschließend auch Learjets im Geschäftsflugverkehr für die Automobilindustrie ein. Die ersten Frachtflugzeuge des Typs CASA C-212 ergänzten im Jahr 1993 die Flotte. Neben dem regionalen Flugbetrieb spezialisierte sich Murray Aviation Ende der 1990er-Jahre auf den Umbau von Passagiermaschinen zu Frachtern und bot entsprechende Umrüstungen für die British Aerospace Jetstream und die Beechcraft King Air an.
Im Jahr 1992 gründeten Preston und Mark Murray eine zweite Gesellschaft, die Murray Air, welche anfangs nur eine reine Holding und Eigentümerin der von Murray Aviation genutzten Flugzeuge war. Im Frühjahr 2000 beantragten sie für dieses Unternehmen eine Zulassung gemäß FAR-125, wodurch es größere Flugzeuge als die Schwestergesellschaft im Inlandverkehr betreiben durfte. Murray Air nahm den Betrieb im Oktober 2000 mit zwei Douglas DC-8-63F auf, die im Just-in-time-Frachtverkehr für Automobilhersteller und -zulieferfirmen innerhalb der USA zum Einsatz kamen. Im November 2004 erhielt die Gesellschaft eine FAR-121-Zulassung, wodurch weltweite Frachtflüge möglich wurden. Murray Air führte danach auch Frachtcharterverkehr zu Zielen in Mexiko und in der Karibik sowie militärische Vertragsflüge für die US-Streitkräfte durch.
Die beiden Schwestergesellschaften Murray Air und Murray Aviation fusionierten am 1. April 2005 unter dem Air Operator Certificate und dem Markenauftritt der Murray Air. Die erste Douglas DC-8-71F wurde im selben Monat übernommen. Neben den Frachteinsätzen beförderte die Gesellschaft im Jahr 2005 etwa 10.000 Angestellte der Automobilindustrie auf Geschäftsflügen nach Kokomo, Rockford, St. Louis, Wilmington und Toronto (Kanada), für das Unternehmen DaimlerChrysler dabei auch nach festen Linienplänen.

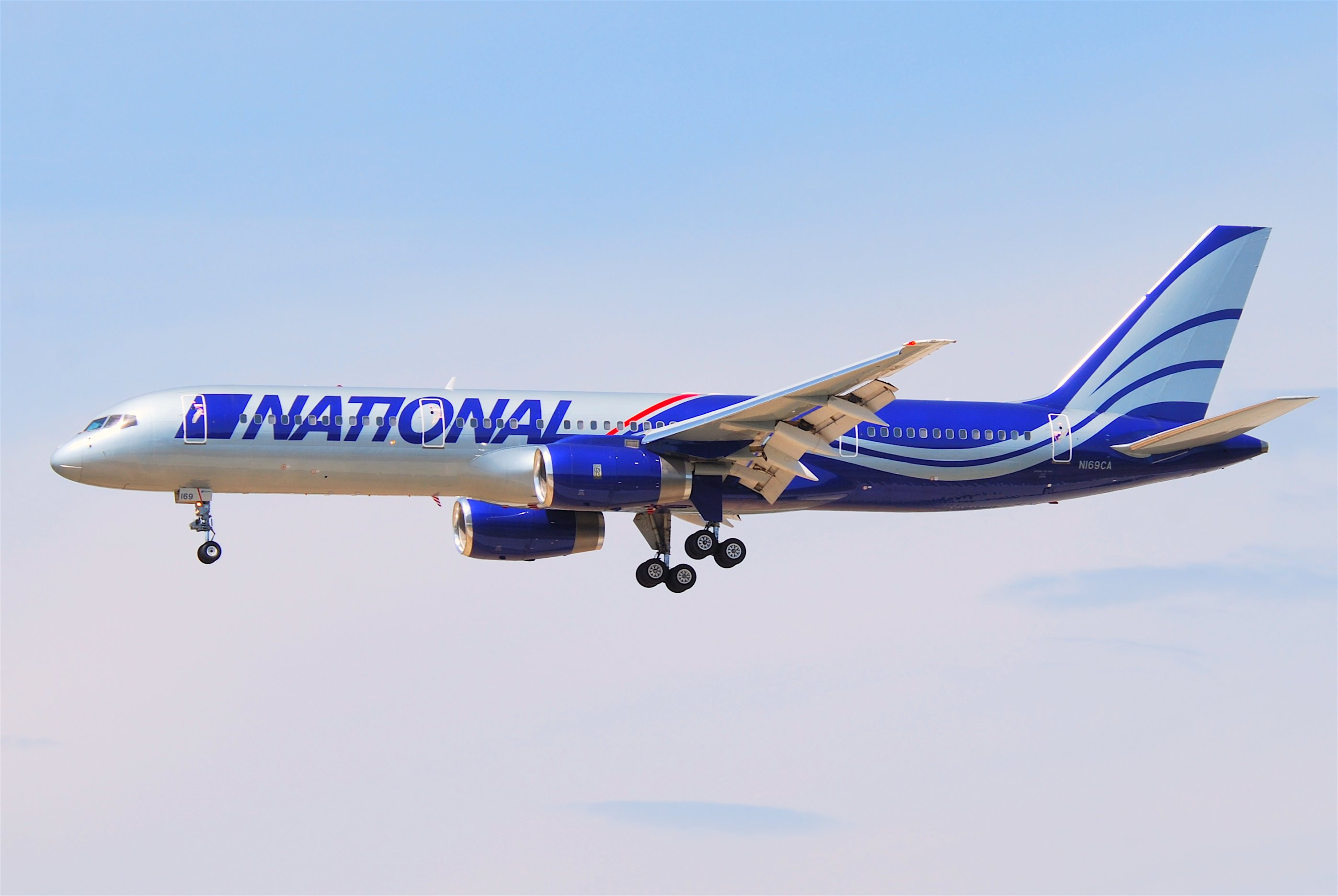
National Airlines setzt seit 2011 Boeing 757-200 auf Passagierflügen ein.

Murray Air wurde im November 2006 von dem Unternehmer Christopher J. Alf aufgekauft, dem Alleineigentümer der am 14. Oktober 1991 gegründeten National Air Cargo. Dieses in New York ansässige Logistikunternehmen hat sich auf die Vermittlung von militärischen und zivilen Frachtaufträgen spezialisiert und besitzt weltweite Niederlassungen. Nach der Übernahme setzte Murray Air den Flugbetrieb als Tochtergesellschaft der National Air Cargo unter ihrem bisherigen Namen fort. Seit Oktober 2007 verwendet das Unternehmen den Markennamen National Airlines im Außenauftritt.
Ende 2009 stellte National Airlines die Geschäftsflüge für die Automobilindustrie ein und musterte zeitgleich ihre drei hierzu genutzten British Aerospace Jetstream aus. Die erste Boeing 747-400BCF wurde am 9. September 2010 auf einem Frachtflug von Frankfurt über Kuwait und die Bagram Air Base in Afghanistan nach Hongkong in Dienst gestellt. Ab Oktober 2010 setzte die Gesellschaft drei dieser Großraumflugzeuge ein, die anfangs von Air Atlanta Icelandic im Wet-Lease betrieben wurden. Nachdem National Airlines am 27. April 2011 eine FAA-Zertifizierung für diesen Typ erhalten hatte, wurden die Boeing 747 gekauft und in den USA registriert. Die Gesellschaft übernahm Anfang 2011 ihr erstes Passagierflugzeug des Typs Boeing 757-200. Die Maschine wurde vor der Aufnahme von zivilen Charterflügen für ein Jahr zur Beförderung von Militärpersonal zwischen Dubai, der Bagram Airbase, Kandahar und Kabul eingesetzt. Im Januar 2013 verlegte National Airlines ihren Geschäftssitz sowie die operative Basis von Ypsilanti nach Orlando in Florida. Planmäßige Passagierflüge werden seit Dezember 2015 angeboten.

## Flugziele
National Airlines bietet seit dem 16. Dezember 2015 Passagier-Linienflüge ab Orlando nach San Juan in Puerto Rico und seit dem 17. Dezember 2015 ins kanadische Windsor an. Eine planmäßige Verbindung von Orlando zum St. John’s International Airport auf Neufundland (Kanada) wurde im Januar 2016 eingerichtet.
Daneben befördert die Gesellschaft Passagiere und Fracht auf weltweiten Charterflügen unter anderem für die US-Armee.

## Flotte

### Aktuelle Flotte
Mit Stand Juli 2024 besteht die Flotte der National Airlines aus 12 Flugzeugen mit einem Durchschnittsalter von 25,4 Jahren:
| Flugzeugtyp         | Anzahl | bestellt   | Anmerkung                     | Sitzplätze (First/Eco+/Eco)/ Frachtkapazität | Durchschnittsalter |
| ------------------- | ------ | ---------- | ----------------------------- | -------------------------------------------- | ------------------ |
| Airbus A330-200     | 01     |            |                               | 294 (-/49/250)                               | 15,2 Jahre         |
| Airbus A330-300     | 01     |            | inaktiv                       | - offen -                                    | 11,9 Jahre         |
| Boeing 747-400ERF/F | 03     |            | eine inaktiv; Frachtflugzeuge | 125 Tonnen                                   | 28,2 Jahre         |
| Boeing 747-400BCF   | 06     | 108 Tonnen | eine inaktiv; Frachtflugzeuge |                                              | 28,2 Jahre         |
| Boeing 757-200      | 01     |            |                               | 276 (16/46/114)                              | 23,2 Jahre         |
| Boeing 777F         |        | 04         |                               | 107 Tonnen                                   |                    |
| Gesamt              | 12     | 04         |                               |                                              | 25,4 Jahre         |

Bei Bedarf mietet National Airlines auch Frachtflugzeuge anderer Gesellschaften kurzzeitig an, darunter Antonow An-124 und Iljuschin Il-76.

### Ehemalige Flugzeugtypen
- CASA C-212
- Douglas DC-8-63F und -73F

## Zwischenfälle

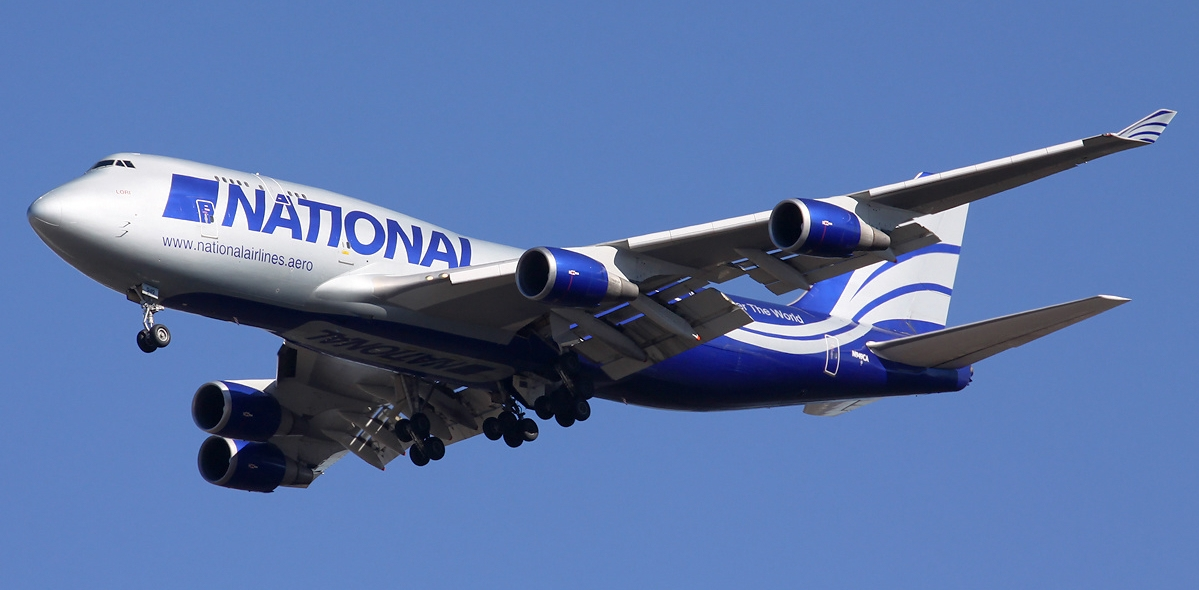
Die am 29. April 2013 verunglückte Boeing 747-400BCF (N949CA)

- Am 12. Oktober 2010 verunglückte eine Lockheed L-100-20 Hercules (Luftfahrzeugkennzeichen 5X-TUC) der angolanischen Transafrik, die im Auftrag der NATO-Truppen von National Airlines betrieben wurde, unterwegs von der Bagram Air Base zum Flughafen Kabul 30 Kilometer östlich des Zielflughafens. Dabei kamen alle acht Besatzungsmitglieder ums Leben.[27]

- Am 29. April 2013 verunglückte eine Boeing 747-400BCF (N949CA) nach dem Start von der Bagram Air Base in Afghanistan. Die Maschine war von der ISAF für einen Frachtflug nach Dubai gechartert worden. Die Ladung bestand aus mehreren 12 Tonnen schweren Militär-Geländewagen Oshkosh M-ATV, wovon der hinterste während des Starts losbrach und die Hydraulik des Flugzeugs sowie die Stellmechanik des Höhenleitwerks beschädigte. Dabei kamen alle sieben Besatzungsmitglieder ums Leben (siehe auch National-Airlines-Flug 102).[28]